# Gustaaf Vermeille
Gustaaf Vermeille (Brugge, 6 maart 1926 - Heist, 22 april 2011) was een Vlaams schrijver.

## Levensloop
Staf Vermeille was leraar, later directeur van de Vrije Visserijschool in Heist. Hij was daarnaast voorzitter van het plaatselijk ACW.
Hoewel hij geboren is in Brugge, was hij Heistenaar. In 1888 kwam zijn grootvader, Jan Vermeille, van Knokke naar Heist en vestigde er zich als smid en kroegbaas. Hij werd opgevolgd door Hendrik Vermeille, getrouwd met Alice Baervoets, de ouders van Gustaaf.
Staf ging naar de gemeenteschool in Heist, het Sint-Pieterscollege in Blankenberge (1938-1941) en de normaalschool in Torhout (1941-1945). Hij begon als onderwijzer in de gemeentelijke jongensschool van Zuienkerke (1945-1947) tot aan zijn militaire dienst (1947-1948). Hij volgde daarop een opleiding tot leraar ter visserij aan de zeevaartschool in Oostende (1949-1950).
Hij werd vervolgens leraar (1948-1969) en directeur van de vrije visserijschool, tot aan de fusie in 1978 met de rijksvisserijschool. Hij bleef nog als leraar aan de school verbonden tot in 1987. Hij was 40 jaar secretaris van de oud-leerlingenbond Vissersvreugd.
Hij trouwde in 1951 met Julia Wilhelmina Van Herck uit Zwankendamme en ze kregen drie kinderen.

## Dichter
Onder de naam Gust. Vermeille nam hij deel aan het literaire leven en publiceerde hij zijn pennenvruchten.
Hij was de organisator van de Poëzieprijs Heist (1958-1975) en van de Weekends van de Poëzie aan zee (1968-1975).
De schuur van het 'Boerenhof' werd een soort mekka van de Vlaamse dichtkunst. 
Zelf ving hij zijn literaire loopbaan aan met korte verhalen. Hij vervolgde later met talrijke gedichtenbundels.
In 1964 wordt hij bekroond met de Provinciale Prijs voor Poëzie. In 1974 ontving hij de zilveren medaille voor cultuurverdienste van Knokke-Heist.

## Publicaties
- De avond nabij, kortverhaal, 1956.
- Wat is een dag, Johannes?, novelle, 1956.
- De ontmoeting, kortverhaal, 1957.
- Disticha, poëzie, 1958.
- Dichtoefeningen, poëzie, 1958.
- Witte donderdag: avondmis, kortverhaal, 1961.
- Interludium, poëzie, 1962.
- Poëzie en gedicht, poëzie, 1965.
- De navelkijker, poëzie, 1968.
- De vliegenier van lood, poëzie, 1970.
- Het is hard werken zoals de vogeltjes fluiten, poëzie, 1977.